# Nackenheim
 (janvier 2015).
Nackenheim est une municipalité située en Rhénanie-Palatinat, dans un cadre agréable entre les vignes de Hesse-rhénane et le Rhin. Ses vignobles ont été mentionnés, pour la première fois, il y a plus de 1 200 ans. Le poète et dramaturge Carl Zuckmayer y est né en 1896, et dans sa pièce « Le Joyeux Vignoble », il a immortalisé son pays natal.

## Liaison routière
À 14 kilomètres au sud de Mayence, Nackenheim est reliée au réseau autoroutier par la B9, une route nationale à quatre voies. Arrêt régulier des trains de la ligne Mayence-Worms. Un appontement le long de la rive permet l'accostage des bateaux d'excursion de toutes tailles. Des pistes cyclables relient Nackenheim à Bodenheim, Mayence et Nierstein. Une piste cyclable en direction de Lörzweiler est en préparation. Aménagement cyclable : Nackenheim est située sur l'EuroVéloroute EV15 (Véloroute Rhin, de la source du Rhin à Rotterdam).

## Fêtes
- Fête du vin, le dernier week-end de juillet
- Fête de l'île, le dernier week-end d'août.
- Fête foraine, le quatrième dimanche de septembre
- Théâtre de plein air en été sous l'égide de la société Carl-Zuckmayer
- Fête du poisson de l'association de pêche à la ligne au bord d'un bel étang

## Personnalités liées à la commune
- Carl Zuckmayer, écrivain
- Matthias Pier, chimiste, inventeur de l'hydrogénation du charbon (avec Friedrich Bergius)
- O. Hinsberg, industriel, première fabrique allemande à produire des produits phytosanitaires

## Bâtiments, places et autres monuments
- Mairie, datant de 1751. Avec sculpture de Carl Zuckmayer
- Église Saint-Géréon
- ancien bâtiments de domaine de l'économie agricole de la noblesse mayençais.

## Économie

### Le vin de Nackenheim
« Loin en amont du fleuve, là où le Rhin coule sans châteaux ni rochers, mais aussi sans cheminées d'usine, tranquille et impétueux entre vignobles aux reflets cuivrés et vergers en pente douce, c'est le pays de mon enfance et de ma jeunesse. »
C'est avec autant de tendresse que Carl Zuckmayer, l'enfant célèbre de Nackenheim, décrit son pays natal entre les vignobles et le Rhin. Le paysage, le coteau, la terre et l'eau combinés font fructifier la vigne qui pousse ici. La réverbération du fleuve qui passe tout près réchauffe le sol de lœss fertile, de marne et de schiste rouge à des températures comparables à celles des pays du sud. La viticulture est ainsi partie intégrante de Nackenheim.
Les vins dorés des crus Schmittskapellchen, Rothenberg et Engelsberg et aussi les Großlage Gutes Domtal et Spiegelberg sont connus au-delà des frontières de la région et ont trouvé des amateurs dans le monde entier.
Il n'est donc pas étonnant que des tavernes et des "Straußwirtschaft" (auberges ouvertes en saison chez le vigneron) accueillent le visiteur, qu'une grande fête du vin ait lieu traditionnellement le dernier week-end de juillet mais aussi qu'une relation d'amitié intense soit entretenue avec la célèbre localité viticole de Pommard en Bourgogne.
Fêtes du vin dans "Le Joyeux Vignoble" à la dernière fin de semaine en juillet.

### Autres entreprises
- Vereinigte Kapselfabriken Nackenheim, capsules de surbouchage (étain, alu, thermo-rétractables)[1]
- Ile de Beauté, produits de wellness et Œnothérapie

### Lotissement en construction
Le lotissement “Sprunk II” est en cours de viabilisation. Il est composé de 61 terrains destinés à la construction de maisons individuelles. Aussi le lotissement “Wiesendeichweg” (120 terrains destinés) et “Weidenweg”.
Une zone industrielle directement reliée à la bretelle d'autoroute à quatre voies est en projet.

## Jumelages
La commune est jumelée avec  Pommard (France) dans la région de Bourgogne-Franche-Comté.